# Милић Дринчић
Милић Дринчић (Теочин, Рудничка нахија, око 1775 — Дубље, 14/26. јул 1815) је био устанички војвода.

## Биографија
У почетку првог српског устанка 1804. године учествовао је са Миланом Обреновићем у нападу на руднички град и убрзо постаје буљубаша. Истакао се у бојевима код Чачка 1805. и Ужица 1807.
У то време, Рудничка нахија имала је четири кнежине: Брусничку, Мораву, Качер и Црну Гору - на чијем је челу био Милић Дринчић. Заповедних свих поменутих кнежина био је војвода Милан Обреновић. Године 1811. је постао војвода црногорске кнежине (крај око Такова), а 1813. није избегао него се предао Турцима, али је стално био на опрезу и 1814. се одметнуо у гору.
Почетком 1815. учествовао је у припремама за нови устанак и присуствовао договорима и у Рудовцима и у Вреоцима, састанку у Такову. Чим је избио Други српски устанак, Дринчић је са својом људима успешно сузбијао Турке и много допринео победи устаника у одсудним бојевима на Љубићу и Дубљу, где је и погинуо.

## Улица Дринчићева у Београду
У Београду је именована Улица Дринчићева још у 19. веку, тачније 1896. године. Она се претходно звала Вишњичка од 1878. до 1896. године.